# Air Dolomiti
Az Air Dolomiti S.p.A. (IATA: EN, ICAO: DLA, Hívójel: DOLOMITI) egy veronai székhelyű olasz regionális légitársaság, a Lufthansa-csoport tagja. Belföldi és nemzetközi járatokat egyaránt üzemeltet. Bázisrepülőtere a Verona Villafranca repülőtér, a székhelye pedig Dossobuonóban található.
Az Air Dolomiti számos olaszországi célállomásról üzemeltet járatokat Münchenbe és Frankfurtba. Ezeknek a szolgáltatásoknak a többségét az Air Dolomiti márkanév alatt értékesítik, míg néhány járat továbbra is a Lufthansa márkanév alatt marad.

## Története
A társaságot 1989. december 30-án alapították. A neve az Alpok Dolomitok néven ismert szakaszáról eredeztetik. A légitársaság 1991 januárjában kezdte meg működését egy Trieszt–Genova járattal, majd 1992-ben már nemzetközi járatokat is üzemeltetett Verona és München között.
1994-ben kezdett együttműködni a Lufthansával, amely 1999 januárjában megvásárolta részvényeinek 26%-át. Ez 2003 áprilisában 52%-ra, majd júliusban 100%-ra növelte.
A légitársaság 2020 júniusában mintegy 748 alkalmazottat foglalkoztatott, és bár a Lufthansa Regional többi leányvállalata megjelenésében, színeiben is a Lufthansához alkalmazkodik, az Air Dolomiti megtartotta saját küllemét, valamint az operatív autonómiáját is. Egy időben a légitársaság székhelye Dossobuonóban, Villafranca di Veronában, míg a légitársaság ügyvezetői központja Ronchi dei Legionariban volt.
2018 szeptemberében a Lufthansa bejelentette, hogy jelentősen bővíti az Air Dolomiti flottáját 12 használt Embraer 190 és 195 típusú repülőgéppel, amelyeket a testvérvállalattól, a Lufthansa CityLine-tól vesz át. A Lufthansa azonban 2021 végén közölte, hogy az áthelyezést már nem erősítik meg, és talán később vagy kisebb léptékben folytatódik, ha egyáltalán folytatódni fog. Később, 2022 tavaszáig két Embraer 195-öst helyeztek át a Lufthansa CityLine-tól.

## Célállomások
2022 augusztusában az Air Dolomiti 26 repülőtérre repült 5 országban az anyavállalattal, a Lufthansával együttműködve, a belföldi olasz hálózattal egybevéve.

### Codeshare egyezmények
Az Air Dolomiti a következő légitársaságokkal kötött codeshare egyezményt:
- Air Canada
- Air China
- All Nippon Airways
- Lufthansa
- United Airlines

## Flotta

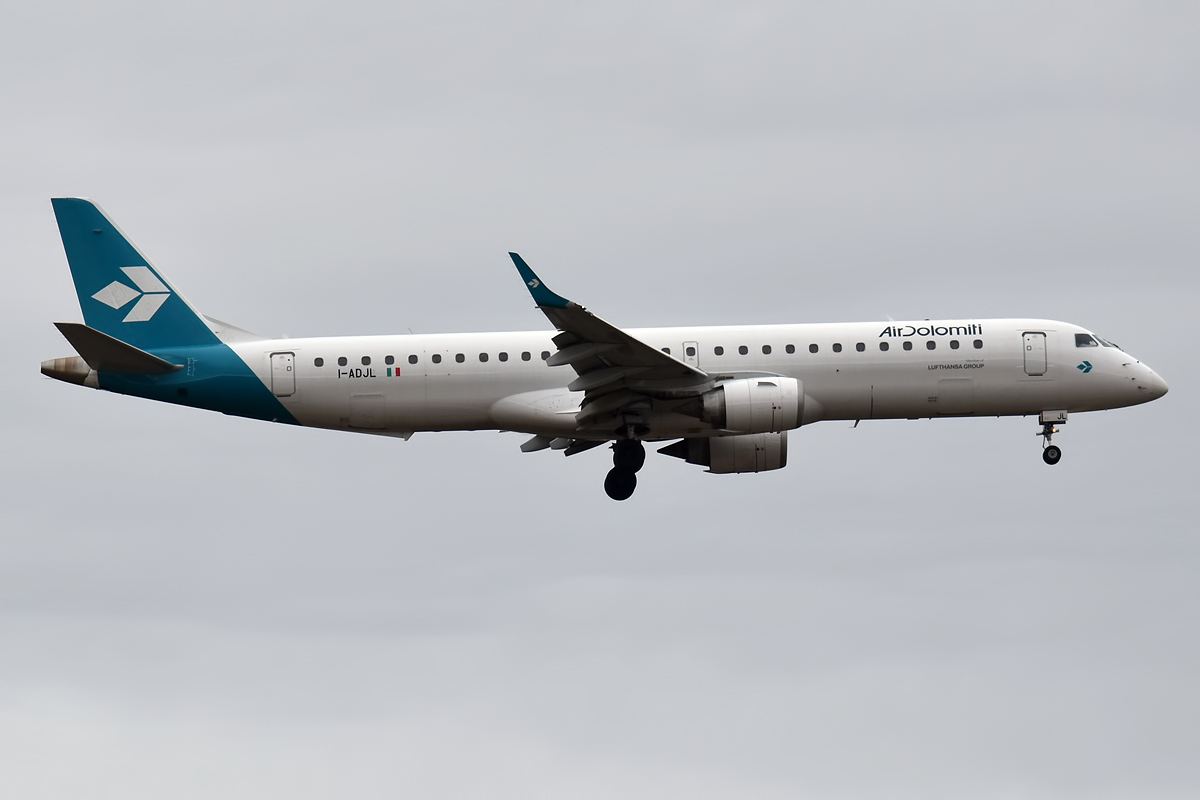
Egy Embraer 195-ös

2022 augusztusában a flottája a következő:
Az Air Dolomiti több repülőgépét híres olasz operákról nevezték el, tisztelegve Verona városának és híres ókori színházának, az Arena di Veronának a tiszteletére.

## Balesetek és incidensek
- 1999. november 7-én az Air Dolomiti 2708-as járata, egy Alpi Eagles-től bérbe vett Fokker 100-as, amely az olaszországi Velencéből repült 44 fővel a fedélzetén Barcelonába, viszont leszállást követően a futópályán meghibásodott a repülőgép futóműje. A gép végül biztonságosan megállt a kifutópálya melletti füves területen.[13]
- 2008. augusztus 24-én az Air Dolomiti ATR 72 típusú repülőgépe, amely a Münchenből Bolognába tartó LH3990 számú járatot teljesítette, megszakította a felszállást, miután a pilóta füstriadót rendelt el. A légitársaság enyhe incidensként kezelte a gép evakuálását. Augusztus 26-án azonban egy amatőr videó, amelyet egy járókelő vett fel, nagy érdeklődést keltve terjedt el a televízióban és az interneten. A felvételeken feszült pillanatokat lehet látni, amint a mintegy 60 utas ugrik ki az égő repülőgépből és menekül el, mielőtt a tűzoltók eloltják a lángokat.[14]
- 2012. május 17-én az Air Dolomiti ATR 72-500-as repülőgépe, amely az EN-1912/LH-1912 számú járatot teljesítette Münchenből Velencébe, visszafordult Münchenbe, miután a jobb oldali hajtómű leállt, és füstöt észleltek a pilótafülkében és az utastérben is egyaránt. Röviddel a földet érés után a gép letért a déli futópályáról, és mintegy 80 méterrel a kifutópályától, egy füves sávban megállt. A jelentések szerint az orrfutómű közben összeesett. A fedélzeten tartózkodó 58 utas és a személyzet négy tagja közül a jelentések szerint öt utas könnyebb sérüléseket szenvedett.[15]

## Galéria

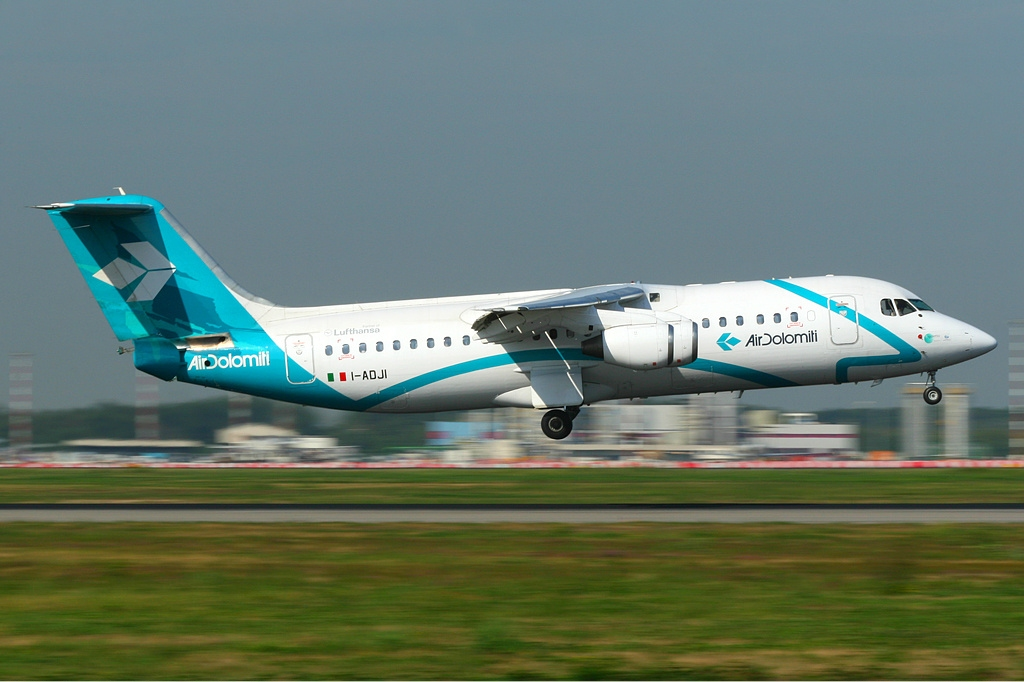
Az Air Dolomiti egyik gépe felszállás közben
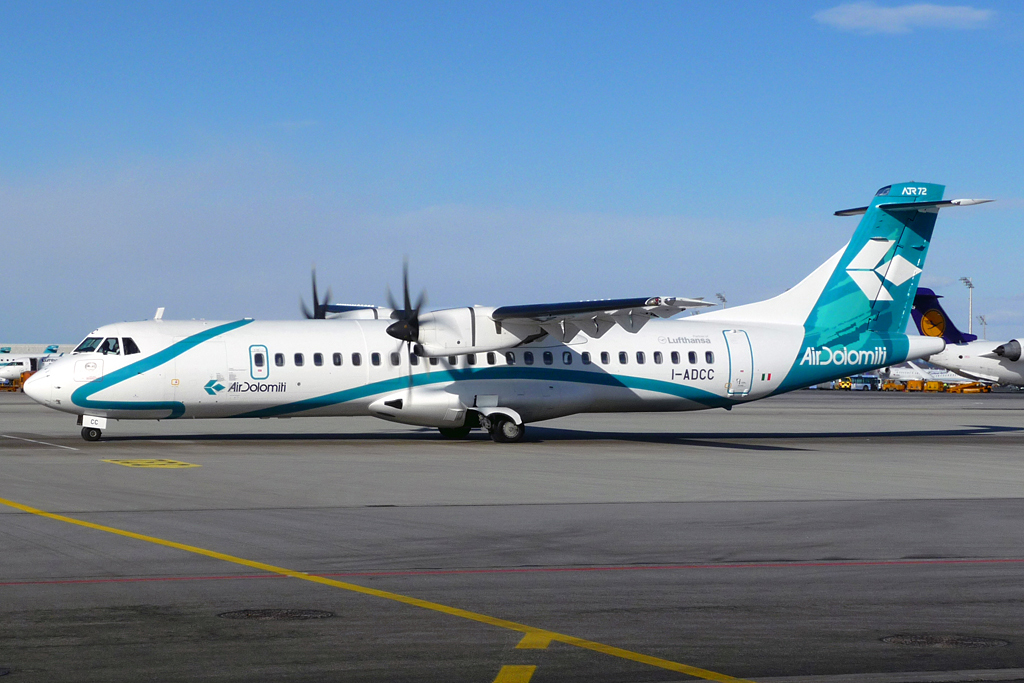
ATR72 a müncheni reptéren